# Juan Manuel Marrero Monzón
Juan Manuel Marrero Monzón (nascut el 18 d'octubre de 1982 a Las Palmas, Illes Canàries), més conegut com a Juanma, és un exfutbolista professional espanyol que jugava com a defensa. Futbolista de banda esquerra, podia jugar tant de defensa com de migcampista.